# Hanna Parviainen

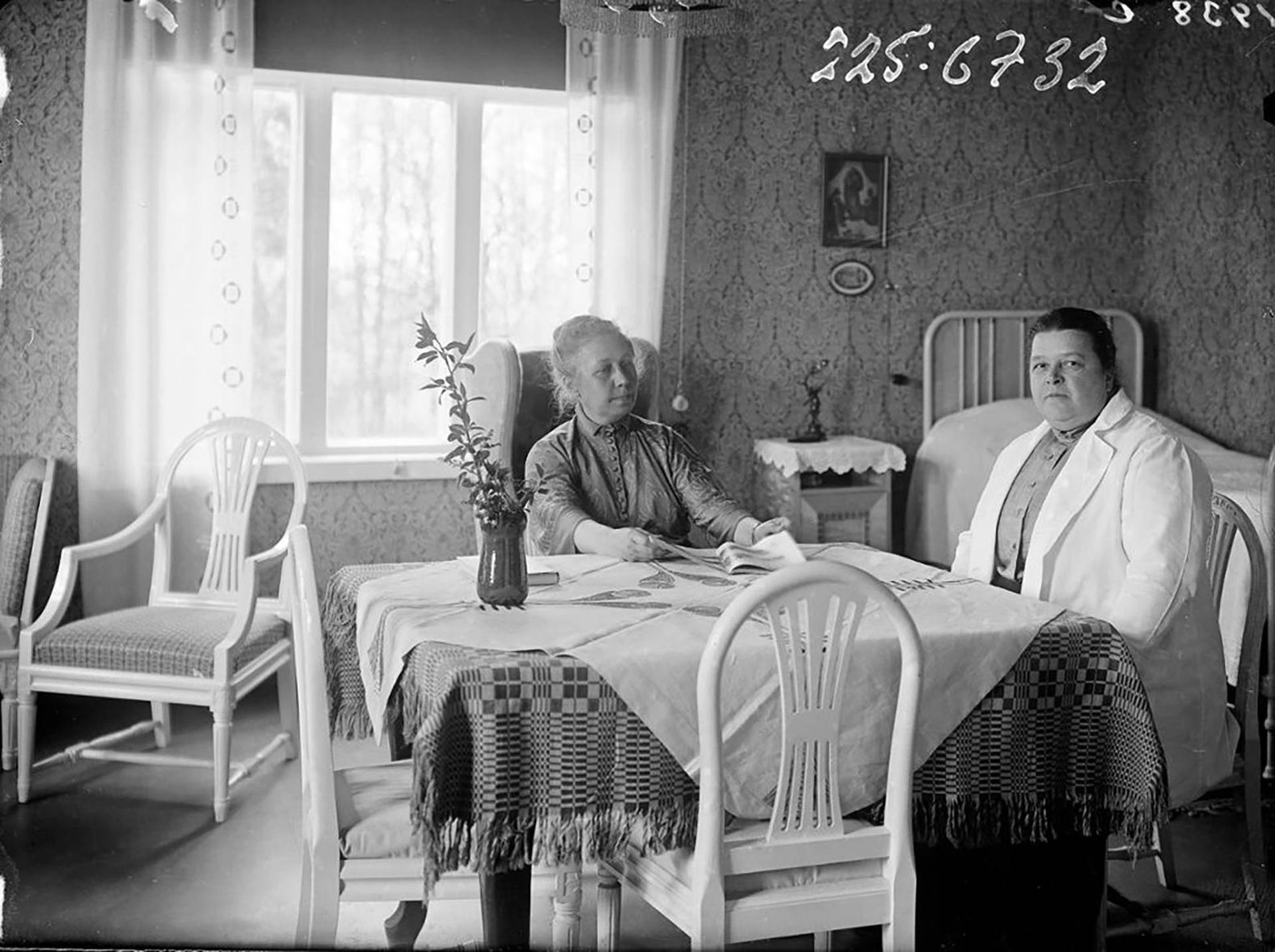
Hanna Parviainen (t.h.) med sin vän Wivi Lönn på 1920-talet.

Hanna Maria Parviainen, född 3 augusti 1874 i Jyväskylä, död 12 februari 1938 i Helsingfors, var en finländsk företagsledare och donator. 
Parviainen studerade bland annat på en internatskola i Genève och på en handelsskola i Stockholm. Hon började 1895 arbeta för fadern Johan Parviainen och blev efter dennes och sina båda bröders bortgång 1925 ägare till industrierna i Säynätsalo, där hon lät sin väninna, arkitekten Wivi Lönn, göra upp en stadsplan. Parviainen var liksom fadern och bröderna en paternalistisk industriledare, som tog väl hand om sina underlydande. Efter den stora depressionen blev hon 1936 tvungen att sälja sina aktier. Parviainen idkade välgörenhet i stor utsträckning och donerade sin egendom till KFUK som testamentarisk donation. Hon tilldelades 1926 titeln kommerseråd som första kvinna i Finland.